# Keita Watabe

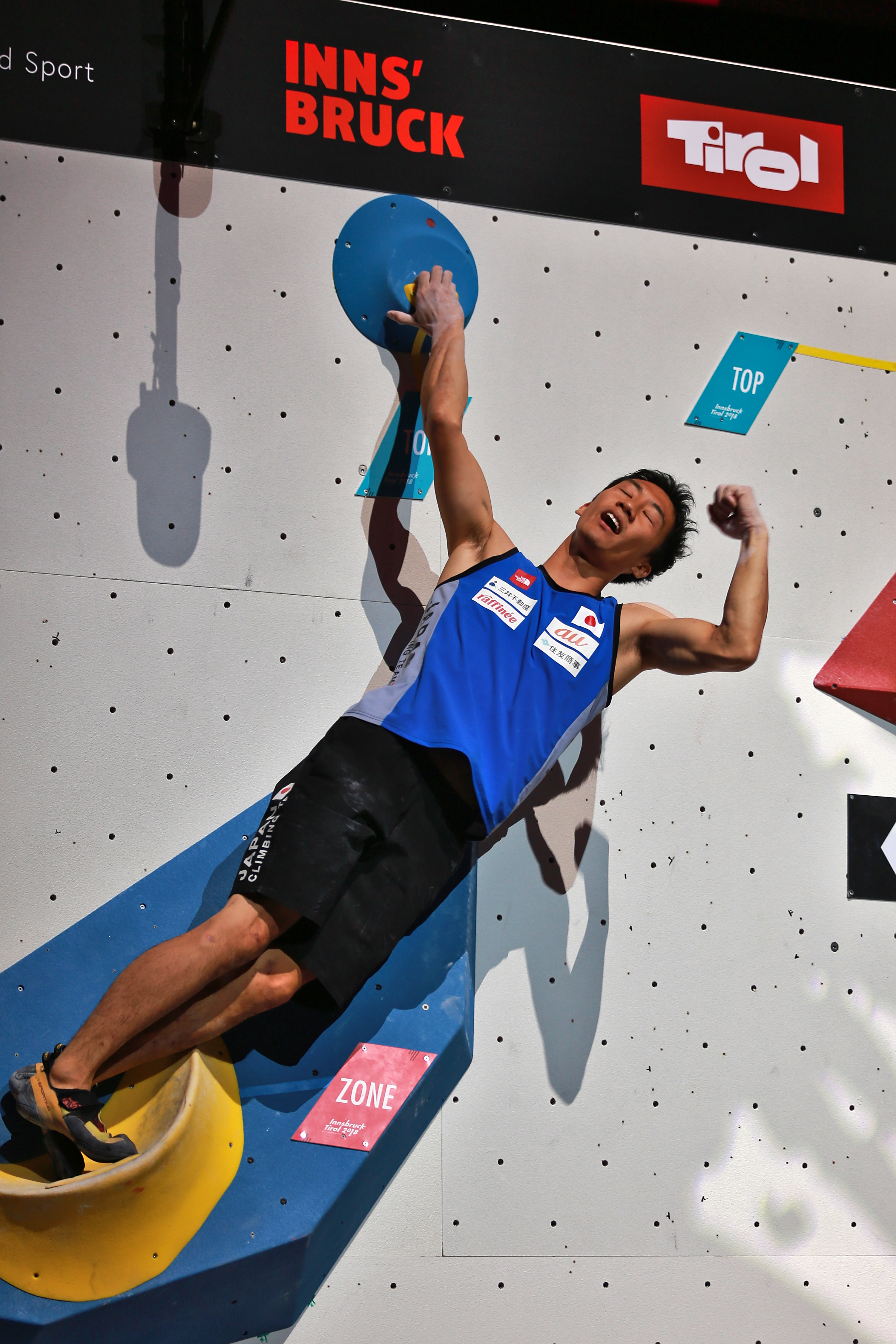
MŚ 2018, Innsbruck. Keita Watabe na ścianiee wspinaczkowej w boulderingu.

Keita Watabe (jap. 渡部 桂太 Watabe Keita; ur. 30 sierpnia 1993 w Yokkaichi w prefekturze Mie) – japoński wspinacz sportowy, specjalizujący się w boulderingu, prowadzeniu oraz we wspinaczce łącznej. Dwukrotny wicemistrz Azji we wspinaczce sportowej w konkurencji boulderingu z 2015 oraz z 2018.

## Kariera sportowa
Na mistrzostwach Azji w 2015 w chińskim Ningbo oraz w 2018 w japońskim Kurayoshi we wspinaczce sportowej zdobył srebrne medal w konkurencji boulderingu.
W 2017 w irańskim Teheranie wywalczył medal brązowy.
w 2018 na mistrzostwach świata w austriackim Innsbrucku zdobył czwarte miejsce we wspinaczce sportowej w konkurencji boulderingu.

## Osiągnięcia

### Mistrzostwa świata
| Konkurencje  | 2016 | 2018 |
| Bouldering   | 19   | 4    |
| Wsp. na czas | —    | 61   |

### Mistrzostwa Azji
| Konkurencje  | 2015 | 2016 | 2017 | 2018 |
| Bouldering   | 2    | 7    | 3    | 2    |
| Prowadzenie  | —    | —    | 21   | —    |
| Wsp. na czas | —    | —    | 29   | —    |

### Rock Master
| Konkurencje | 2017 |
| Bouldering  | 5    |